# Forêt aux Pays-Bas
 (novembre 2014).

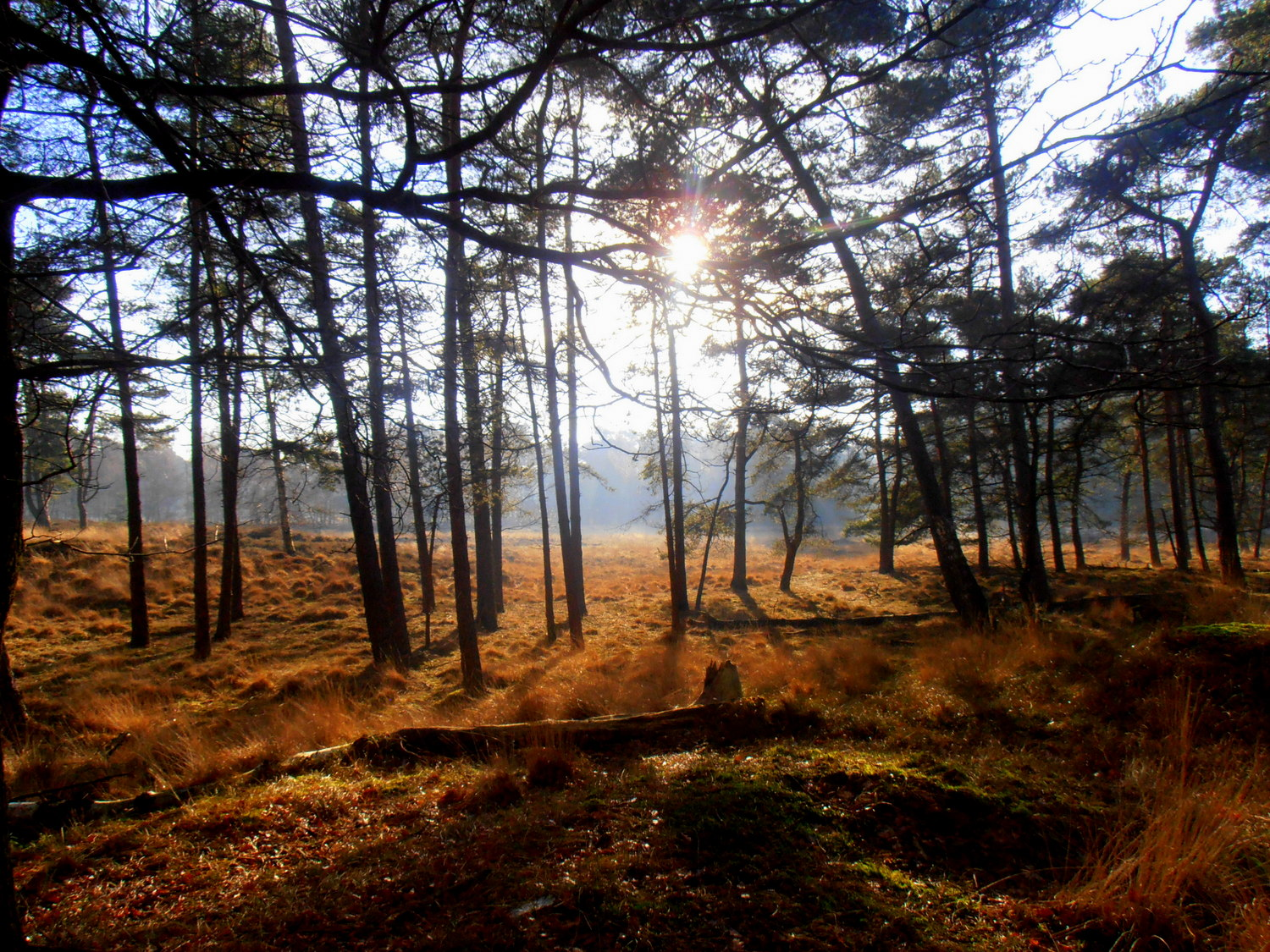
Résineux dans le parc national Utrechtse Heuvelrug.

Aux Pays-Bas, la forêt occupe une superficie de 334 000 ha, avec un taux de boisement de 9 %.

## Répartition
La forêt privée représente environ 40.8 % de la superficie forestière totale des Pays-Bas et la forêt publique, 59,2 %.

## Essences
Les résineux occupent 200 000 ha, soit 60 % de la superficie boisée. Le pin sylvestre est le conifère le plus présent aux Pays Bas (42 %). L'épicéa commun et l'épicéa de Sitka représentent 7 % de la forêt.
Les feuillus les plus présents sont le chêne pédonculé et le chêne sessile (14 %).

## Production et produits
La production se repartit en plusieurs catégories :
- le bois de sciage représente 36 % de la production de la forêt. Ces bois partent pour transformation en Chine.
- le bois à papier représente 19 %
- et le bois de chauffage représente 15 %[1].